# Campeonato Mundial de Luge de 2024
El LII Campeonato Mundial de Luge se celebró en Altenberg (Alemania) entre el 26 y el 28 de enero de 2024 bajo la organización de la Federación Internacional de Luge (FIL) y la Federación Alemana de Luge.
Las competiciones se realizaron en la Pista de Bobsleigh de Altenberg. Fueron disputadas 7 pruebas, 4 masculinas, 2 femeninas y una mixta.

## Medallistas
| Evento                                                                           | Oro | Plata | Bronce                                                                                            |
| -------------------------------------------------------------------------------- | --- | --- | ------------------------------------------------------------------------------------------------- |
| Masculino individual (27.01)                                                     | Max Langenhan · Alemania · 1:47,813                                                                                   | Nico Gleirscher · Austria · 1:48,574                                                                       | Felix Loch · Alemania · 1:48,630                                                                  |
| Masculino individual velocidad (26.01)                                           | David Gleirscher · Austria · 33,001                                                                                   | Max Langenhan · Alemania · 33,071                                                                          | Kristers Aparjods Letonia 33,124                                                                  |
| Masculino doble (27.01)                                                          | Juri Gatt · Riccardo Schöpf · Austria · 1:22,924                                                                      | Thomas Steu · Wolfgang Kindl · Austria · 1:22,970                                                          | Tobias Wendl · Tobias Arlt · Alemania · 1:23,279                                                  |
| Masculino doble velocidad (26.01)                                                | Mārtiņš Bots Roberts Plūme Letonia 27,863                                                                             | Thomas Steu · Wolfgang Kindl · Austria · 27,895                                                            | Juri Gatt · Riccardo Schöpf · Austria · 27,973                                                    |
| Femenino individual (28.01)                                                      | Lisa Schulte · Austria · 1:43,901                                                                                     | Julia Taubitz · Alemania · 1:44,005                                                                        | Madeleine Egle · Austria · 1:44,076                                                               |
| Femenino individual velocidad (26.01)                                            | Julia Taubitz · Alemania · 37,702                                                                                     | Natalie Maag · Suiza · 37,774                                                                              | Elīna Vītola Letonia 37,813                                                                       |
| Femenino doble (27.01)                                                           | Selina Egle · Lara Kipp · Austria · 1:24,761                                                                          | Anda Upīte Zane Kaluma Letonia 1:24,811                                                                    | Chelsea Forgan Sophia Kirkby Estados Unidos 1:24,897                                              |
| Femenino doble velocidad (26.01)                                                 | Andrea Vötter · Marion Oberhofer · Italia · 28,241                                                                    | Anda Upīte Zane Kaluma Letonia 28,438                                                                      | Marta Robežniece Kitija Bogdanova Letonia 28,467                                                  |
| Equipo mixto femenino ind. doble masculino masculino ind. doble femenino (28.01) | Alemania · Julia Taubitz · Tobias Wendl · Tobias Arlt · Max Langenhan · Dajana Eitberger · Saskia Schirmer · 3:10,869 | Estados Unidos Summer Britcher William Kellogg Frank Ike Tucker West Chelsea Forgan Sophia Kirkby 3:11,227 | Letonia Elīna Vītola Mārtiņš Bots Roberts Plūme Kristers Aparjods Anda Upīte Zane Kaluma 3:11,275 |

## Medallero
| Núm. | País           | Oro | Plata | Bronce | Total |
| ---- | -------------- | --- | ----- | ------ | ----- |
| 1    | Austria        | 4   | 3     | 2      | 9     |
| 2    | Alemania       | 3   | 2     | 2      | 7     |
| 3    | Letonia        | 1   | 2     | 4      | 7     |
| 4    | Italia         | 1   | 0     | 0      | 1     |
| 5    | Estados Unidos | 0   | 1     | 1      | 2     |
| 6    | Suiza          | 0   | 1     | 0      | 1     |
|      | TOTAL          | 9   | 9     | 9      | 27    |